# Gaspard Abeille
Gapard Abeille (1648-1718) fue un abate y escritor nacido en Riez, Alpes de Alta Provenza.

## Biografía
Abeille era muy joven cuando se trasladó a París, y fue introducido en casa del mariscal de Luxemburgo, quien cautivado por su talento, le designó su secretario, y consiguió también el aprecio del duque de Vandoma y del príncipe de Conti, y este último se lo llevaba repetidamente a la isla de Adam.
Ambos príncipes citados anhelaban su conservación viva y animada, y sobre todo admiraban el giro ocurrente que daba a los dichos más manidos, y fue recibido en la Academia Francesa el 11 de agosto de 1704, en lugar del abad Carlos Boileau, y nominado posteriormente secretario general de la provincia de Normandía, y prior de Nuestra Señora de La Merced; aunque eclesiástico no creyó ser un desertor trabajando para el teatro, escribiendo varias tragedias, epístolas, odas, óperas y comedias, y d'Alembert hizo del presbítero Abeille el encomio que se halla en su tomo tercero Historia de los miembros de la academia francesa, donde expone otro epigrama contra Abeille atribuido a Jean Racine, y que parece ser de Pierre-Valentin Faydit.

## Obras
- Argelia, reina de Tesalia, tragedia en cinco actos y en verso, representada en 1673, e impresa en 12º en 1674.
- Coriolano, tragedia impresa en 12º en 1676.
- Linceo, tragedia representada en 1678, e impresa en La Haya en 1681.
- Hércules, tragedia representada e impresa en 1681.
- Soliman, representada en 1680 e impresa en 1681.
- Otras tragedias no impresas: Silano y La muerte de Catón
- La comedia Crispin, hombre de ingenio
- Epístolas sobre la felicidad, la amistad, sobre la esperanza.
- Odas sobre el valor, las ciencias, la prudencia contra los estoicos, la constancia o la firmeza del valor.
- Dos óperas Hesione y Ariadna que no se imprimieron.